# 1653 Yakhontovia
1653 Yakhontovia је астероид главног астероидног појаса са средњом удаљеношћу од Сунца која износи 2,611 астрономских јединица (АЈ).
Апсолутна магнитуда астероида је 11,4.